# 巨無霸地球

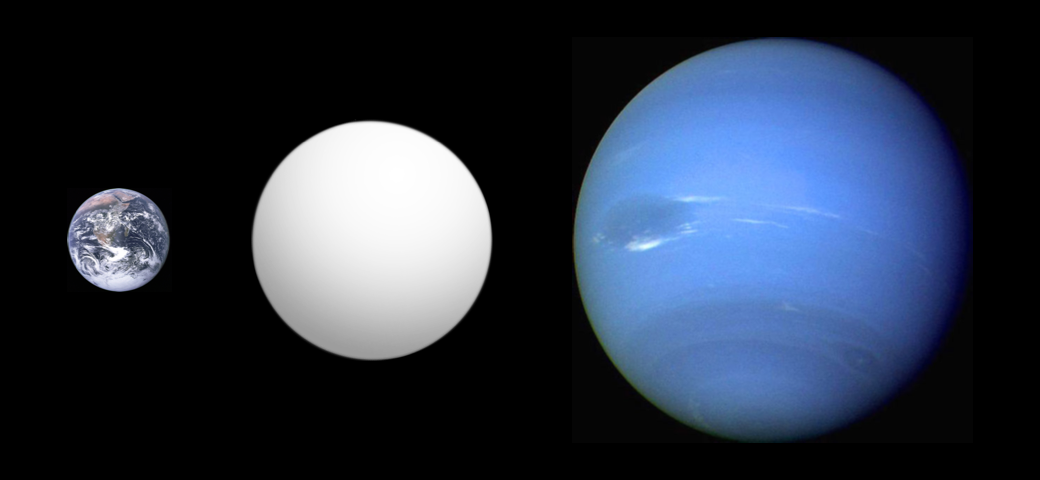
被認為是巨無霸地球的克卜勒-10c、地球與海王星體積比較。

巨無霸地球（mega-Earth）的定義是質量至少是地球10倍的岩石質類地太陽系外行星。巨無霸地球的質量較超級地球（質量為地球5到10倍的類地行星或海洋行星）更大。「巨無霸地球」一詞於2014年發現系外行星克卜勒-10c時首次出現。該行星的質量相當於海王星，但是密度卻高於地球。

## 被認為可能是巨無霸地球的系外行星
- 克卜勒-10c
- BD+20594b